# Xylomya longicornis
Xylomya longicornis är en tvåvingeart som först beskrevs av Matsumura 1915.  Xylomya longicornis ingår i släktet Xylomya och familjen lövträdsflugor. Inga underarter finns listade i Catalogue of Life.